# 碘化镥
碘化镥是一种镥的碘化物，化学式为LuI3。

## 制备
碘化镥可由金属镥和碘化汞加热反应得到：
2 Lu + 3 HgI2 → 2 LuI3 + 3 Hg
反应中生成的单质汞可以通过蒸馏除去。
从溶液中结晶出的碘化镥水合物可以和碘化铵加热，得到无水物。